# Cinco Categorias Negras
Cinco Categorias Negras (chinês tradicional: 黑五類; chinês simplificado: 黑五类; pinyin: Hēiwǔlèi)  foi uma frase usada principalmente durante a era de Mao Tsé-Tung na República Popular da China. A frase se refere aos cinco grupos políticos a seguir:
- Senhorio (地主; dìzhǔ)
- Agricultores/camponeses ricos (富农; 富農; fùnóng)
- Contrarrevolucionários (反革命; fǎngémìng)
- Influenciadores ruins ["elementos ruins"] (坏分子; 壞份子; huàifènzǐ)
- Direitistas (右派; yòupài)

As Cinco Categorias Negras são o oposto das Cinco Categorias Vermelhas, favorecidas pelo Partido Comunista Chinês. Durante a Revolução Cultural chinesa, os membros das Cinco Categorias Negras foram amplamente perseguidos e até mortos (por exemplo, o Agosto Vermelho de Pequim).